# Protrechina
Protrechina – rodzaj mrówek z podrodziny Formicinae. Obejmuje jeden gatunek Protrechina carpenteri Wilson, 1985